# Église du Saint-Esprit d'Anderlecht
L’église du Saint-Esprit (en néerlandais : Heilige Geestkerk) est un édifice religieux catholique sis au 10 de la place Martin Luther King, à Anderlecht (Bruxelles). Construite en 1966, l’église est un simple bâtiment à deux étages et toit plat. Elle est église paroissiale catholique.

## Description
Au cœur de la zone résidentielle du parc Vivès, à Anderlecht, et largement dominée de plusieurs immeubles à appartements, l’église est un simple parallélépipède rectangle dont les murs du rez-de-cour sont de pierres naturelles.  Construite en 1956 d’après les plans de l’architecte Marc Dessauvage elle possède un atrium sur son côté septentrional, surmonté d’une croix fixée à un bloc de béton vertical.

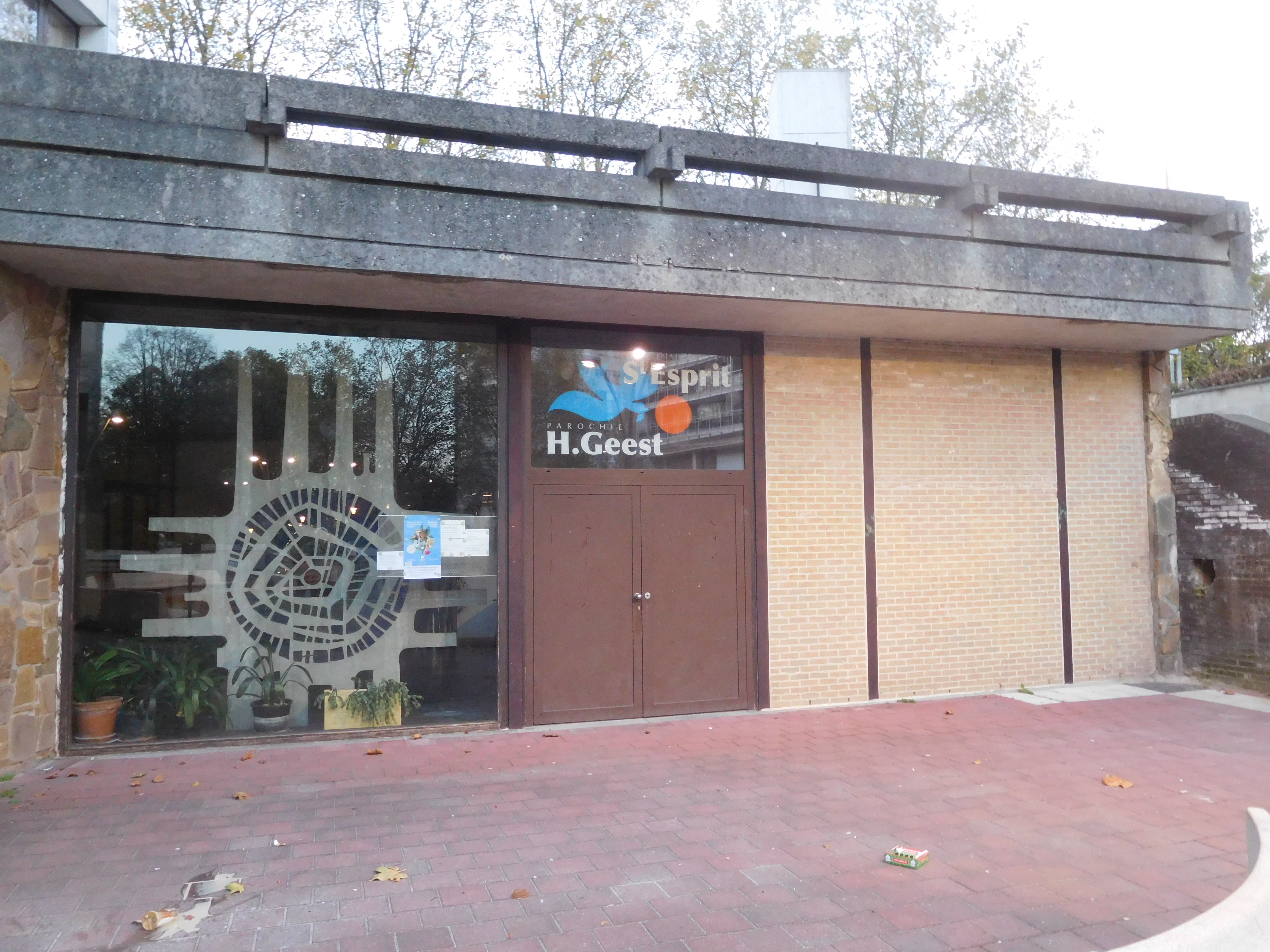
Entrée de l'église

Les eucharisties sont célébrées dans la vaste chapelle (ou église) du rez-de-cour. A l’étage des locaux sont mis à la disposition des différents mouvements paroissiaux ou autres activités du quartier.